# Gentoo Linux
Gentoo Linux（ジェンツー・リナックス）とは、Linuxディストリビューションの一つである。パッケージ管理システムに Portage を採用しており、プロプライエタリなソフトウェアも含んでいる。

## 概要
他のLinuxディストリビューションと異なる点の一つが、インストールやアップグレードに際してローカルでソフトウェアをコンパイルすることである。その際、ユーザーはUSEフラグを使って比較的簡単にコンパイルオプションを調整し、環境へ最適化することができる。ただし、Mozilla FirefoxやLibreOfficeなど一部のソフトウェアでは、導入時間の短縮などを目的として、予めコンパイルされたソフトウェアを導入することもできる。
また、推奨されているインストール方法も特徴的である。インストールメディアでシステムを起動し、最低限必要なパッケージをダウンロードし、Portageを使ってシステムを構築していく、というものである。
Gentoo Linuxはその「無限に近い適応性」のために、メタディストリビューションと説明されることもある。Portage のカスタマイズ性の高さから、ChromeOSはGentoo Linuxを基盤として使用している。
マスコットキャラクターは、Larry the Cow 。Gentoo という名称は、ジェンツーペンギンが由来とされる。

## 機能

### Portage
Gentoo Linuxのパッケージ管理システムはPortageと呼ばれる。Portageでは、パッケージのインストール手順を記したebuildと呼ばれるスクリプトを参照してシステムを構築する。パッケージ管理コマンドemergeがそのスクリプトを参照し、ソースコードをダウンロード、設定、コンパイルし、所定のディレクトリにインストールを行なう。APTやRPMなどのようなシステムとは違い、バイナリからではなくソースコードから構築を行うのが大きな特徴の一つである。そのため、事前にUSEフラグを指定することでパッケージの機能を取捨選択してコンパイルができ、柔軟性やカスタマイズ性が非常に高い。また、CPUの特性や構築するシステムに合わせてバイナリを作成できるのでパフォーマンスも高くなる。異なるアーキテクチャでも同じebuildを使用するので、メンテナンス性、移植性も高い。
その一方、マシンや回線の性能が低い場合はソースコードのコンパイルやダウンロードに非常に時間がかかるため実用的ではない。これを補うため、2003年から2008年までGentoo Reference Platform (GRP) と呼ばれるインストール形態があった。これは、あらかじめコンパイルされたパッケージを用いることで、インストールを素早く行うことができるものである。ただし、ソースコードから構築することで生じる数々の利点を享受できない。

### 移植性
Gentoo Linuxはソースコードからビルドしてインストールするため、設定を追加して異なるアーキテクチャに移植するのが容易である。
元々x86用として設計されたが、Gentoo Linuxは様々なアーキテクチャに移植されている。x86 、AMD64 、DEC Alpha 、32ビットと64ビットの ARM 、HPPA 、IA-64 、32ビットと64ビットのPowerPC 、64ビットの SPARC 、そして MIPS には公式に対応している。32ビットのSPARCとSuperHのサポートは終了している。
macOSを含むBSD由来のオペレーティングシステムへの移植は、Gentoo/Altプロジェクトによって活発に開発されている。Gentoo/FreeBSDプロジェクトにはすでにFreeSBIEに基づいた作業ガイドがあり、Gentoo/NetBSD 、Gentoo/OpenBSD 、Gentoo/DragonFlyも開発されている。

## 沿革

### 黎明期
Daniel Robbinsによって開発が始められた。当初の名称はEnoch Linuxであった。プロジェクトは、予めコンパイルされたバイナリを使わずに、ハードウェアと用途に最適化されたシステムを構築できるディストリビューションを開発することを目標とした。少なくとも1つのバージョンの Enoch がリリースされている（バージョン0.75）。
Daniel RobbinsとコントリビューターはCygnus Solutionsが開発したGCCのフォークとして知られるEGCSを開発に取り入れた。その段階で、Enoch LinuxはGentoo Linuxへと名称が変更された（Gentooは最も早く泳げるペンギンに由来する）。
プロジェクトは間もなく重大なバグに悩まされることになる。そこで、RobbinsはFreeBSDをインストールし、学習を始めた。BSDのPortsシステムと出会うこととなる。それは今のGentoo Linuxと同じような、中核を含む全てのパッケージをローカルでコンパイルできるものであった。Robbinsはこのアプローチが自身がLinuxで目指したものと似ていると気づいた。そこで、BSDをその当時のLinuxと比較した。
BSDの優れた点は、Linux 2.2と比較して統合された開発チームが存在し、システム全体の整合性があり、すっきりとまとまっていた。ただ、UFSを使用しており、Linuxのext2と比べ堅牢だが格段に遅かった。一方、当時の Linux ディストリビューションは、個々のプロジェクトが別々に開発しているためか、システム全体としては分散的であり、つぎはぎな状態で、ファイルシステムの堅牢性が低かった。
しかしLinux 2.4が登場すると、Linux 2.2時代の問題点が解消された。ReiserFSを筆頭にext3など、パフォーマンスと堅牢性を兼ね持つ優秀なファイルシステムが登場した。RobbinsはLinuxベースでの開発に戻った。
Gentoo Linux 1.0は2002年3月31日にリリースされた。2004年には、Robbinsは商標を管理する非営利団体Gentoo Foundationを設立し、プロジェクトの責任者となった。その後、Robbinsはプロジェクトを去り、Funtooプロジェクトを設立している。

## インストールメディア一覧
ローリングリリースモデルを採用しているため、一般的なLinuxディストリビューションような「バージョン番号」は無い。ただし、ある時点でのパッケージを収集したLive DVDが定期的にリリースされており、これらには便宜上、バージョン番号が付与されている。

### 通常版
初期では、不定期にインストールメディアが公開されていたが、2008年8月22日を境に毎週公開されるようになった。
| バージョン                | リリース年月日                  | 補足                                                 |
| ------------------------- | ------------------------------- | ---------------------------------------------------- |
| 0.75 (Enoch Linux)        | 1999年12月                      |                                                      |
| pre-1.0                   | 2000年7月26日                   |                                                      |
| 1.0                       | 2002年3月31日                   |                                                      |
| 1.1a                      | 2002年6月10日                   |                                                      |
| 1.2                       | 2002年6月10日                   |                                                      |
| 1.4                       | 2003年8月5日                    | このバージョンからGRPが提供された。                  |
| 1.4 maintenance release 1 | 2003年9月11日                   |                                                      |
| 2004.0                    | 2004年3月1日                    | このバージョンから1年間に4回のリリースに変更された。 |
| 2004.1                    | 2004年4月28日                   |                                                      |
| 2004.2                    | 2004年7月26日                   |                                                      |
| 2004.3                    | 2004年11月15日                  |                                                      |
| 2005.0                    | 2005年3月27日                   | このバージョンから1年間に2回のリリースに変更された。 |
| 2005.1                    | 2005年8月8日                    |                                                      |
| 2005.1-r1                 | 2005年11月21日                  | メンテナンスリリース                                 |
| 2006.0                    | 2006年2月27日                   |                                                      |
| 2006.1                    | 2006年8月30日                   |                                                      |
| 2007.0                    | 2007年5月7日                    |                                                      |
| 2008.0                    | 2008年7月6日                    |                                                      |
| 2008.1                    | 2008年9月22日予定（キャンセル） |                                                      |
| 週間リリース開始          | 2008年8月22日                   |                                                      |

以降、1週間に一度ほど、新しいインストールメディアが公開されている。

### 特別版
Gentoo Linux10周年記念として、特別なLive DVDが2009年にリリースされた。当初は1回限りの企画であったが、新規ユーザーからの好評を受けて、2011年にアップデートされている。以降も不定期にリリースされている。
| ベースバージョン | 名称                           | リリース年月日 | 情報                                                                                           |
| ---------------- | ------------------------------ | -------------- | ---------------------------------------------------------------------------------------------- |
|                  | Unreal Tournament 2003 Live CD | 2002年9月18日  |                                                                                                |
|                  | 10.0                           | 2009年10月4日  | 10周年記念特別エディション                                                                     |
|                  | 10.1                           | 2009年10月10日 | 上記特別エディションの修正版                                                                   |
|                  | 11.0                           | 2011年4月8日   | 上記特別エディションのアップデート版                                                           |
|                  | 12.0                           | 2012年1月2日   |                                                                                                |
|                  | 12.1                           | 2012年4月1日   | "Install Wizard"のエイプリルフール付き                                                         |
| 20121221         | End of World Edition           | 2012年12月21日 | 古代マヤ暦から連想された、2012年人類滅亡説のパロディで、リリース日もこれに合わせて設定された。 |
| 20140826         | Iron Penguin Edition           | 2014年8月26日  |                                                                                                |
| 20160514         | Choice Edition                 | 2016年5月14日  |                                                                                                |
| 20160704         | Choice Edition Part Dos        | 2016年7月4日   |                                                                                                |
| 20170118         | Crispy Belgian Waffle Edition  | 2017年1月18日  | ベルギーが開催地のFOSDEM 2017で頒布された。                                                    |

## 対応アーキテクチャ
Gentoo Linux は元々 x86 環境用に設計されたが、Linux カーネル、GCC 、Glibc や Portage の高移植性により、さまざまな環境へ移植された。アーキテクチャの表記及び順序は公式サイトの記述に準じる。
| インストール対象                                          | amd64 | x86  | alpha  | arm    | arm64  | hppa   | ia64   | ppc    | ppc64  | sparc  |
| --------------------------------------------------------- | ----- | ---- | ------ | ------ | ------ | ------ | ------ | ------ | ------ | ------ |
| 最小インストール                                          | 対応  | 対応 | 対応   | 対応   | 対応   | 対応   | 対応   | 対応   | 対応   | 対応   |
| sys-devel/gcc（コンパイラ）                               | 対応  | 対応 | 開発中 | 対応   | 対応   | 開発中 | 対応   | 対応   | 対応   | 対応   |
| sys-apps/systemd（Systemd）                               | 対応  | 対応 | 開発中 | 対応   | 対応   | 開発中 | 開発中 | 対応   | 対応   | 対応   |
| net-misc/networkmanager（NetworkManager）                 | 対応  | 対応 | 開発中 | 対応   | 対応   | 未対応 | 開発中 | 対応   | 対応   | 開発中 |
| x11-base/xorg-server（X Window System）                   | 対応  | 対応 | 開発中 | 対応   | 対応   | 開発中 | 開発中 | 対応   | 対応   | 対応   |
| kde-plasma/plasma-meta（KDE Plasma）                      | 対応  | 対応 | 未対応 | 開発中 | 対応   | 未対応 | 未対応 | 未対応 | 開発中 | 未対応 |
| kde-apps/kde-apps-meta（KDE Plasma 関連アプリケーション） | 対応  | 対応 | 未対応 | 未対応 | 対応   | 未対応 | 未対応 | 未対応 | 未対応 | 未対応 |
| gnome-base/gnome-light（GNOME（最小インストール））       | 対応  | 対応 | 未対応 | 未対応 | 開発中 | 未対応 | 開発中 | 開発中 | 開発中 | 未対応 |
| gnome-base/gnome（GNOME）                                 | 対応  | 対応 | 未対応 | 未対応 | 開発中 | 未対応 | 未対応 | 未対応 | 開発中 | 未対応 |

## 派生版

Gentoo 系統樹

Gentoo Linux派生版一覧（英語版ウィキペディア）に掲載されるものを記述する。
| 名称            | 概要 |
| --------------- | --- |
| Calculate Linux | バイナリパッケージでのローリングリリースモデルを採用しているが、Portageを介したソースコードからのパッケージのインストールも可能。 |
| ChromeOS        | ChromeOSは、ChromebookやChromeboxに搭載されている、Googleが開発しているOS。2010年2月に、母体となるOSをUbuntuからGentooに変更した。主にインターネットを接続した環境で使われ、Google Chromeのインターフェースを基にしている。 |
| Chromium OS     | Chromium OSはGoogleによって開発されているChromeOSのオープンソース版。 |
| Container Linux | 旧称は、CoreOS Linux。軽量なOSである。2020年に開発が終了した。 |
| FireballISO     | Live CDで起動して使う仮想アプライアンス。必要最低限のパッケージを内包したLive CDである。 |
| Funtoo          | Gentoo Linuxプロジェクトの開始者のDaniel Robbinsが開始したプロジェクトである。Robbinsはその際にGentoo Linuxプロジェクトを去っている。Gentoo Linuxで使用されていたコアに関する構造を改善するという方針に沿って開発されている。Gentoo Linuxとの特筆すべき違いとして、FuntooにはSystemdのサポートが存在しないということが挙げられる。 |
| Incognito       | 匿名性とセキュリティに特化したLive CDまたはLive USB。 |
| Nova            | キューバで開発され、Microsoft Windowsの置き換えが当局によって企図されている。 |
| Pentoo          | ペネトレーションテストとセキュリティ評価に特化したLive CDまたはLive USB。 |
| Sabayon Linux   | Gentoo Linuxの派生GNU/Linux。Gentooと比較して、インストーラーが付属しているため、インストールの難易度が圧倒的に簡単になっている。Gentooの特徴である機能拡張はなりを潜めているが、様々なアプリケーションが同梱されているLive DVD。                                                                                                  |
| Redcore Linux   | Gentoo Linuxのパフォーマンスに近いものを簡単なセットアップで実現している。 |
| Tin Hat Linux   | 高いセキュリティ、安定性、そして高速性を兼ねそろえたデスクトップ環境。ブートデバイスをマウントせず、完全にRAM上で動作させられる設計。 |
| Ututo           | ディストリビューション名は、アルゼンチン北部で見られるヤモリの種類の名に因む。自由なソフトウェアだけで構成されている。そのため、リチャード・ストールマンはこのディストリビューションを支持し、自身のマシンにインストールしていた。                                                                                                 |
| Hroontoo        | 2010年に個人が作成した管理者向けのディストリビューション。LiveCDである。 |
| VidaLinux       | フリー版と商用版の二種類のライセンスが存在していたが、2010年に開発は終了している。GNOMEをディストリビューションの中心としていた。 |

## The Gentoo Foundation
The Gentoo Foundationはアメリカ合衆国のニューメキシコ州で登録されている非営利団体である。現在の評議員の枠は2008年3月2日に公示された選挙によって設置された5枠。その他にも技術的な問題やポリシーをチェックする評議員が7枠ある。評議員は1年ごとに開発者の投票によって選ばれる。評議員が途中退職すると後継者は残りの評議員の投票によって選ばれる。
2007年末に認可が取り消されたが、2008年5月にニューメキシコ州がGentoo Foundationの操業を再び認めた。

## 難易度
公式のインストーラーが存在しないので、インストールの難易度は最上級ともいわれる。ただ、一度インストールしてしまうと、システムを完全にアップデートすることのできる機構があるため、管理はインストール作業ほど難しくはない。管理に関しては、多くの場合、ほとんどの追加パッケージを手動ビルドしなければならない Slackwareと比べて、簡単にできる。